# Anthyllis cornicina
Anthyllis cornicina är en ärtväxtart som beskrevs av Carl von Linné. Anthyllis cornicina ingår i släktet getväpplingar, och familjen ärtväxter. Inga underarter finns listade i Catalogue of Life.